# Nazionale femminile di pallacanestro di Capo Verde
La nazionale di pallacanestro femminile di Capo Verde è la rappresentativa cestistica di Capo Verde ed è posta sotto l'egida della Federaçao Caboverdiana de Basquetbol.

## Piazzamenti

### Campionati africani
- 2005 - 7°
- 2007 - 9°
- 2013 - 9°
- 2019 - 9°
- 2021 - 10°

## Formazioni

### Campionati africani
Campionato africano femminile di pallacanestro 20054 Leitão, 5 Correia, 6 da Conceição, 7 Lopes, 8 Sousa, 9 Cabral, 10 Oliveira, 11 Lagos, 12 da Fonseca, 13 Gonçalves, 14 da Costa, 15 Silva,        All. -
Campionato africano femminile di pallacanestro 20074 Leitão, 5 Correia, 6 da Conceição, 7 André, 8 R. Lopes, 9 K. Lopes, 10 Oliveira, 11 Cruz, 12 da Fonseca, 13 Silva, 14 da Costa, 15 Aires,        All. -
Campionato africano femminile di pallacanestro 20134 Leitão, 7 Andrade, 8 Lima, 9 Monteiro, 10 Cardoso, 11 Bento, 12 Rocha, 13 Pires, 14 Livramento, 15 Andrade,        All. António Moreira
Campionato africano femminile di pallacanestro 20194 Leitão, 5 Evora, 6 Fernandes, 7 Vaz, 8 Martins, 9 Mendes, 10 Barros, 11 Bento, 12 Rocha, 13 Pires, 14 Livramento, 15 Correia,        All. António Moreira
Campionato africano femminile di pallacanestro 20214 Leitão, 5 Evora, 6 Fernandes, 7 Jo. Vaz, 8 Almeida, 9 Mendes, 10 Je. Vaz, 11 Bento, 12 Andrade, 13 Pires, 14 Livramento, 15 Correia,        All. Antonio Moreira